# Canalisation
Pour la robustesse du phénotype en génétique, voir Canalisation (biologie).

Conduite d'eau en bois, Ogden Canyon Conduit, Ogden, Comté de Weber

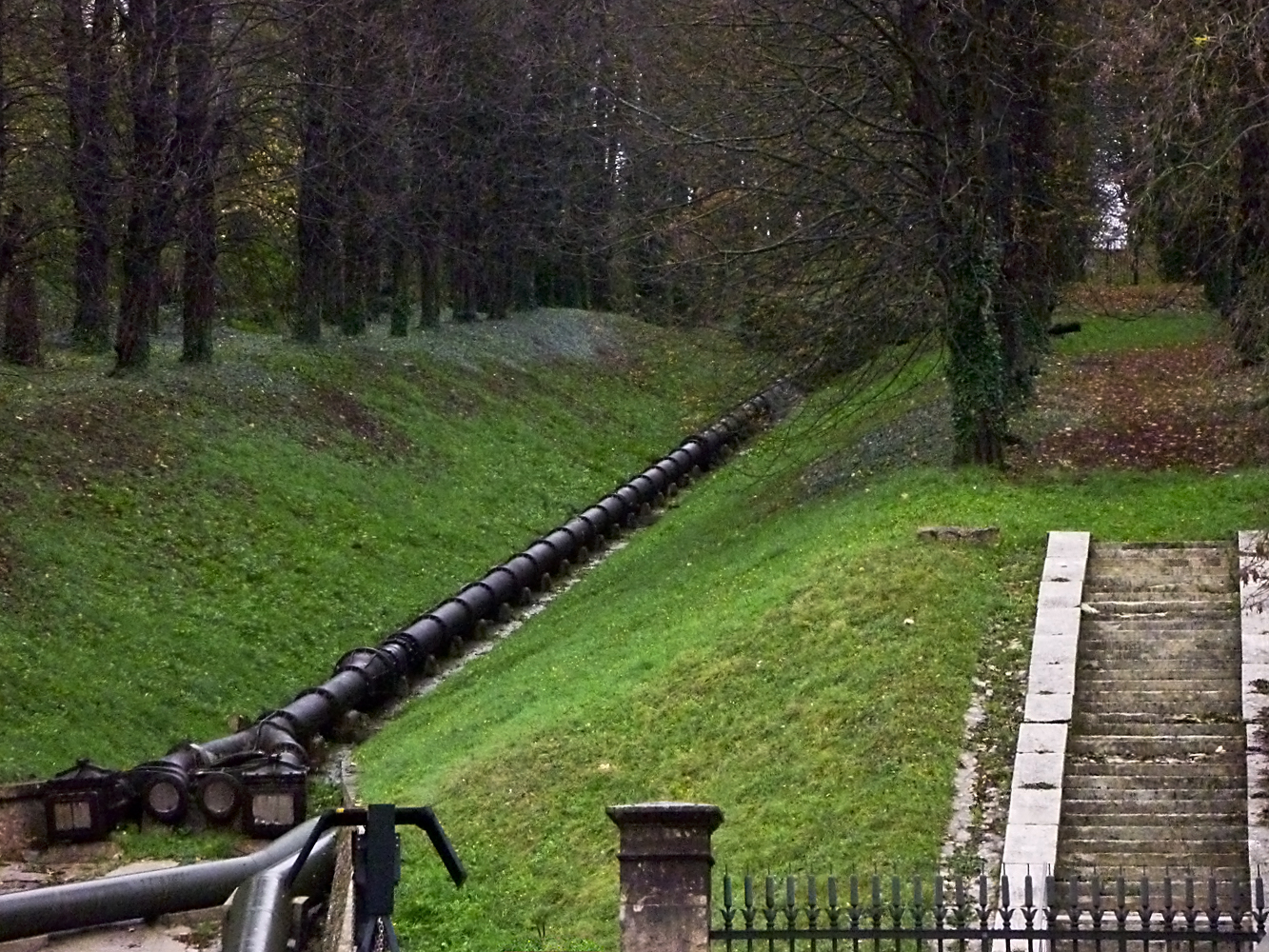
Ancienne canalisation, vestige de la machine de Marly à Bougival.

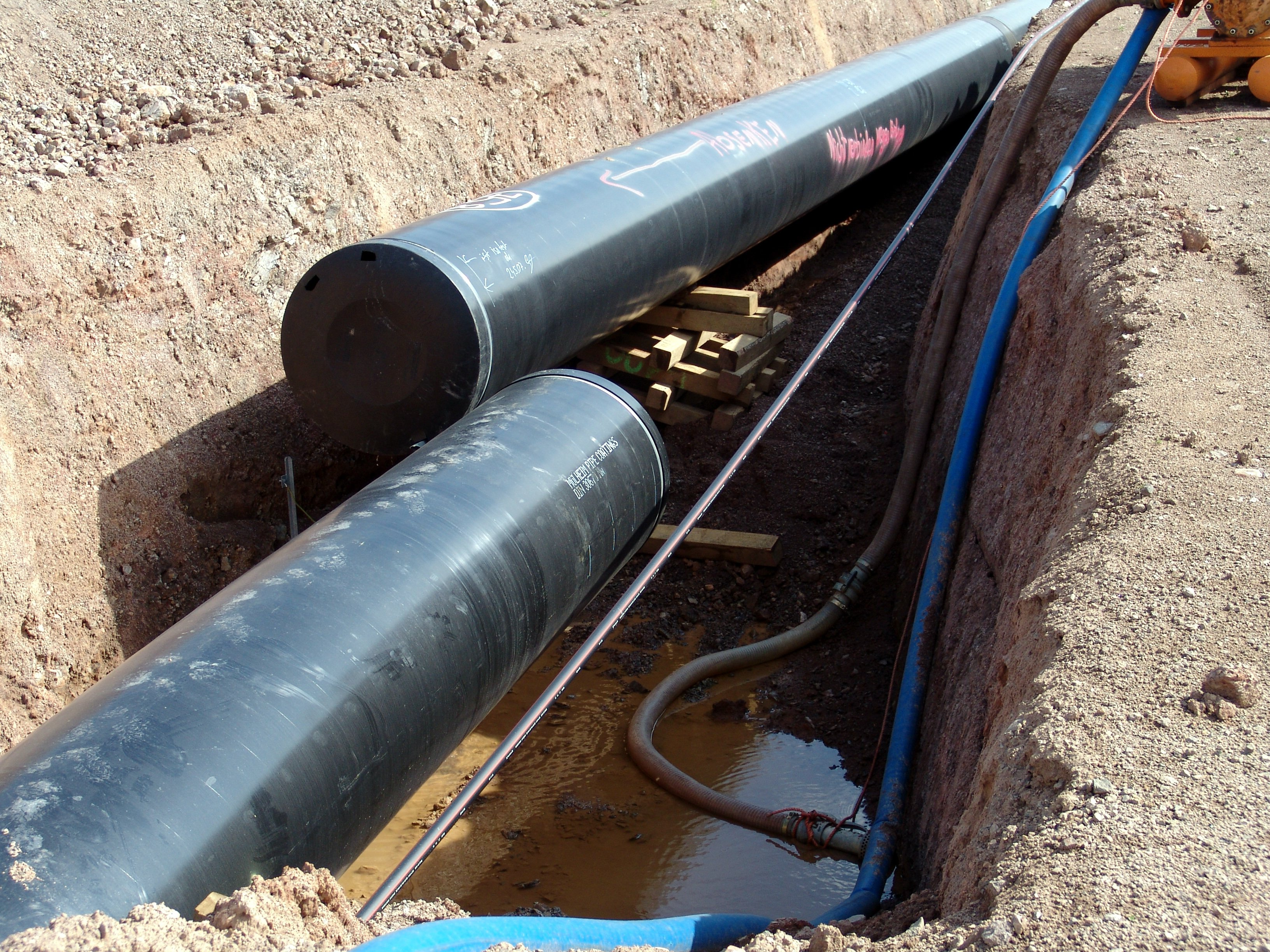
Sections de canalisation enterrée.

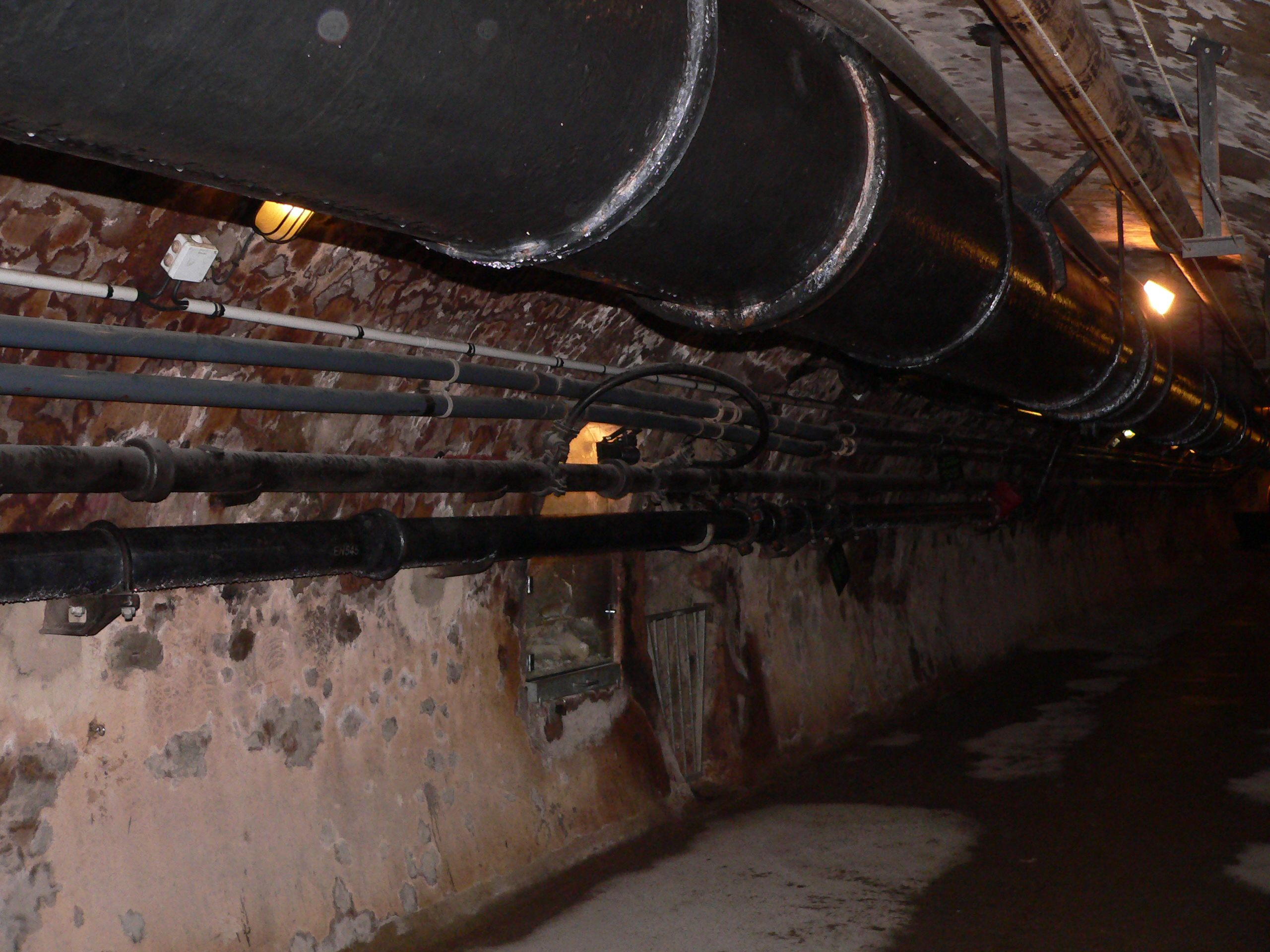
Égouts de Paris.

Une canalisation est un tuyau ou un canal destiné à l'acheminement de matières gazeuses, liquides, solides ou polyphasiques.
Il s'agit d'un tuyau, dont le diamètre nominal (DN) peut aller de 30 mm environ (un pouce un quart) pour des fluides spéciaux jusqu'à plus de 3 m pour les adductions d'eau.
Le terme pipeline est utilisé pour les conduites de fluides sous pression et sur de grandes distances.
Pour une canalisation de petit diamètre (< 30 mm environ), on parle de tuyauterie.
Différentes types de canalisations sont fabriquées et posées par des entreprises et corps de métiers spécialisés pour l'eau potable, le gaz, le pétrole, l'oxygène, l'hydrogène, les eaux résiduaires et dégouts et divers autres fluides, dont caloporteur ou porteurs de frigories, pour les réseaux de chaleur et les réseaux de froid. Dans le secteur du BTP, le métier spécifique associé a la création, au raccordement et a la maintenance, est celui de canalisateur. Il existe en France une organisation professionnelle dénommée « les Canalisateurs » (rassemblant environ 300 entreprises en 2019), membre de la Fédération nationale des travaux publics (FNTP).
Parmi les enjeux de ce secteur figurent la sécurité (ex. : risques d'explosion ou de feu pour les canalisations d'hydrocarbures ou de fluides sous très haute-pression, risques toxiques et écotoxiques avec les canalisations en amiante-ciment qui se dégradent plus vite que celles construites avec d'autres matériaux…) et la lutte contre les fuites, la cartographie des réseaux souterrains, la recherche de nouveaux matériaux, les réseaux intelligents, l'installation de canalisations « sans tranchées »…

## Histoire et étymologie

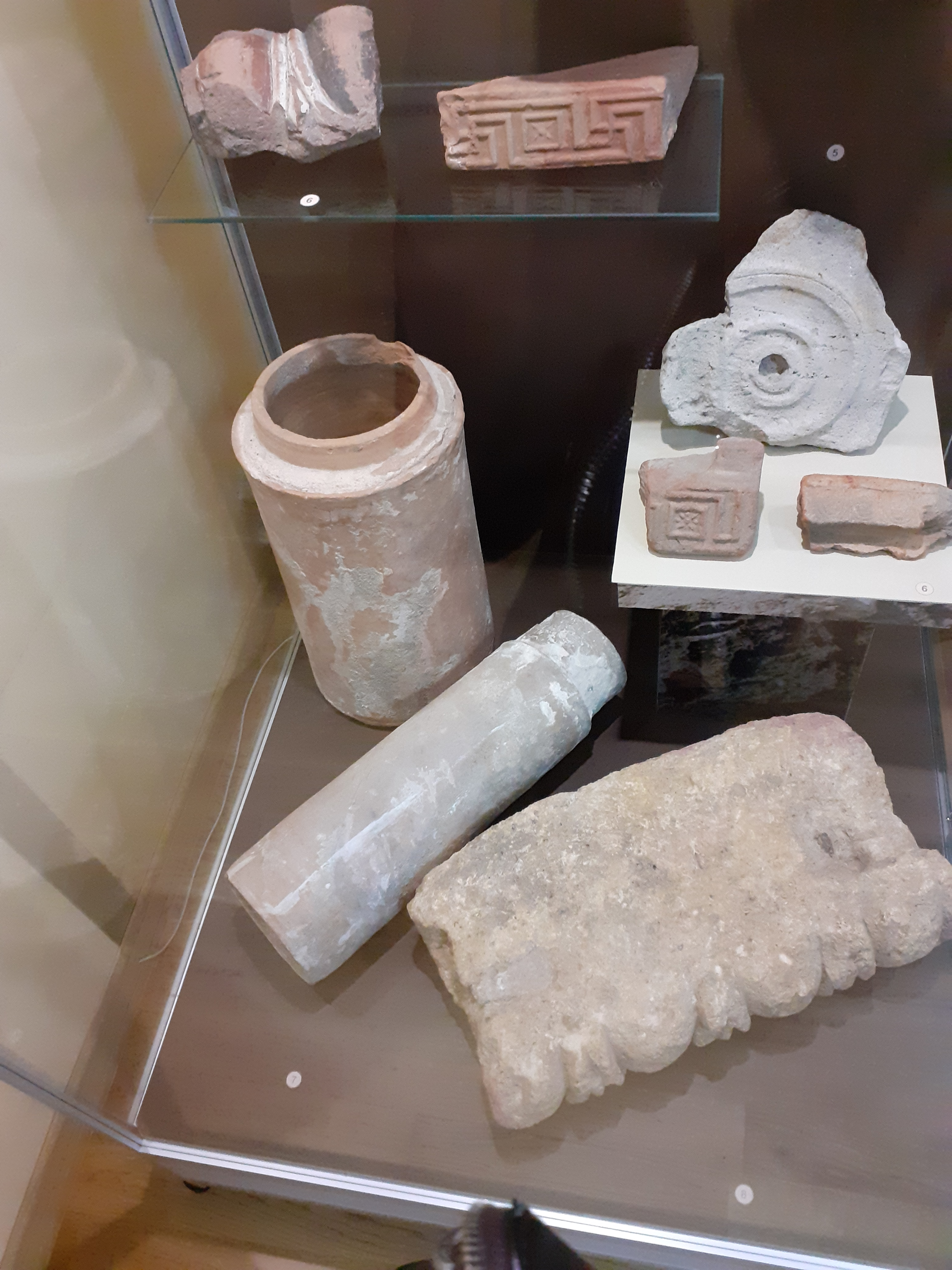
Olvia, conduites d’eau en céramique, Musée de la périphérie de Mykolaïv

Les plus anciennes canalisations répertoriées datent des civilisations de l'Égypte à la Mésopotamie. Elles étaient constituées de tunnels creusés à même la roche (« qanat »), ou de conduites réalisées en bois, avec de troncs d'arbres évidés, taillées dans la pierre, formées d'éléments d'argile et de cuivre.
Les romains utilisèrent le plomb à leur disposition. Malheureusement, celui ci est source de saturnisme notamment quand l'eau qui y circule est naturellement acide et/ou chaude et du fait des relargages de plomb induits par le potentiel électrochimique dû à la corrosion galvanique.
En Europe, le plomb a été abondamment utilisé jusque dans les années 1960, à l'avènement de « l'eau courante », c'est-à-dire l'eau distribuée sous pression.
Sous Napoléon III, le plan d'urbanisation dirigé par le baron Haussmann comprend également un volet d'ingénierie de l'Eau Destinée à la Consommation Humaine (EDCH). Le système d'approvisionnement en eau potable des immeubles avec évacuation des eaux usées d'Eugène Belgrand (1810-1878) est retenu. C'est le coup d'envoi de l'eau sous pression avec des stations élévatoires, des réservoirs construits sur tout le territoire pour acheminer et stocker l’eau captée des sources ou des rivières.
Toutefois, depuis bien longtemps le plomb donne mauvais goût à l'eau et l'habitude est prise d'y méler du vin ou du pastis. En France, le plomb est définitivement honni lorsqu'est démontré que le saturnisme lui est imputable. Il fut ainsi de moins en moins utilisé des années 1960 jusqu'en 1995, année à partir de laquelle l'emploi de tuyaux de plomb dans les nouveaux réseaux de distribution d'eau potable (EDCH) fut interdit par décret. Ainsi subsiste-t-il de moins en moins de tuyaux de plomb dans les branchements entre réseaux privés et publics de distribution d’eau, dans les réseaux intérieurs du domaine privatif.
En 2012, une modélisation a estimé que 2,9 % environ des logements français recevaient encore une EDCH contenant plus de 10 μg/L de plomb et une étude de 2015, basée sur des prélèvement a montré que près de 4 % (3,9 %) des logements recevaient une eau non conforme chargée de plomb. Toutefois, dans 14 départements aucune non-conformité n'a été détectée mais force est de constater que les données sur le domaine privé sont très peu documentées et que les réseaux rénovés sont publics (régions, communes et établissements sous administration publique, tels que les écoles, crèches, hôpitaux, etc.).

## Types de canalisation
En français, la désignation d'une canalisation dépend de ses caractéristiques physiques et du nom de la matière à acheminer. De manière générale, le suffixe -duc — de l'adjectif latin ductus, dérivé du verbe ducere, diriger — permet de construire le mot adéquat par adjonction de la matière :
- on appelle canal ou aqueduc les canalisations acheminant les eaux destinées à la consommation humaine (EDCH), qu'elle soit industrielle ou alimentaire; toutefois, lorsque l'écoulement se fait à l'air libre, on parle de conduite, de conduite hydraulique mais d'émissaire lorsque l'écoulement a lieu à travers des tuyaux ;
- on appelle égout les canalisations évacuant les eaux usées d'une agglomération ;
- on utilise le terme de saumoduc pour l'eau salée (saumure) ;
- concernant les arbres ébranchés non équarris (« grumes »), transportés par flottaison de l'abattage à la scierie on parle de canal de flottage ou d'arboriduc ;
- pour les différentes suspensions minérales, on parle de minéroduc et spécifiquement ;
  - pour le charbon transporté pulvérulent, mélangé à de l'eau, formant une boue liquide, le Schlamm, on parle d'hydrocarboduc[7],
  - pour le pétrole et les hydrocarbures, on parle d'oléoduc ;

- pour le gaz naturel, on parle de gazoduc et spécifiquement :
  - pour l'oxygène, on utilise le terme d'oxygénoduc ou d'oxyduc,
  - pour l'hydrogène, on utilise le terme d'hydrogénoduc.

## Matériaux constitutifs d'une canalisation

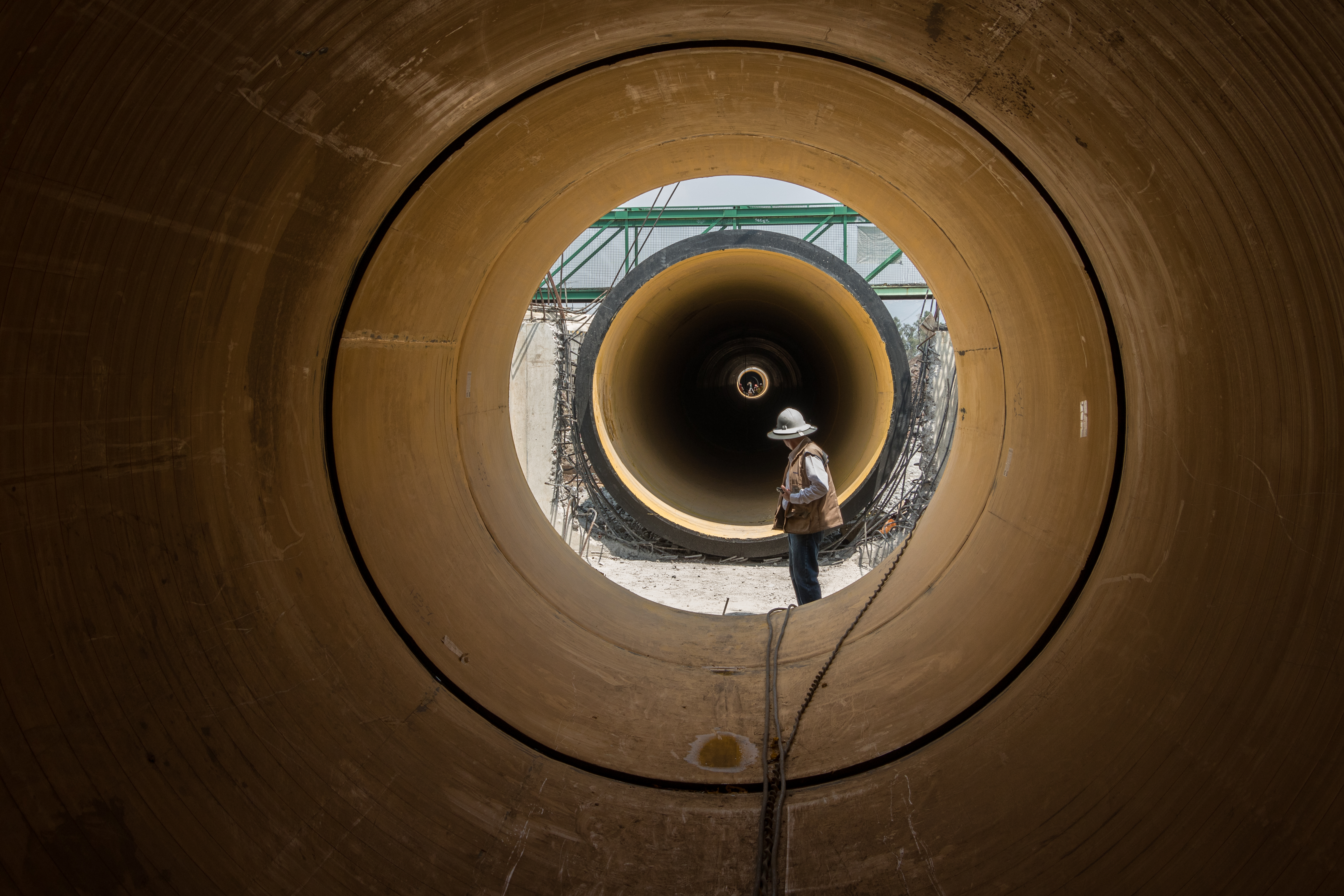
Installation d'une canalisation en polyéthylène haute densité à Mexico par la compagnie Krah Mexico.

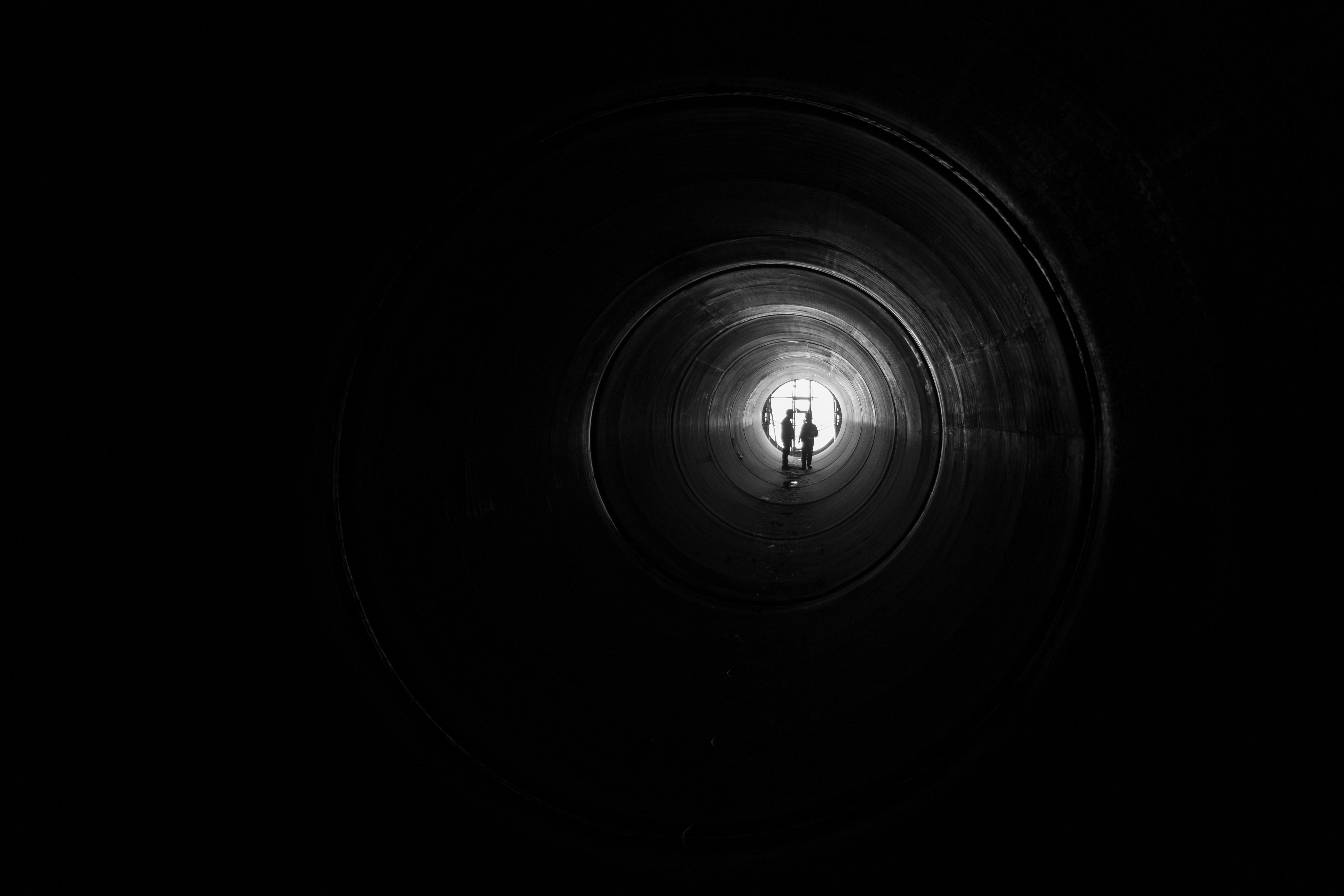
À l'intérieur d'une canalisation de la même compagnie.

Les matériaux constitutifs d'une canalisation dépendent de la nature et de l'état des produits qu'elle doit acheminer.
- Les oléoducs et gazoducs sont le plus souvent construits à partir de tubes d'acier soudés bout à bout, revêtus extérieurement voire intérieurement et généralement enfouis dans le sol.
- Les saumoducs ainsi que les oléoducs et les gazoducs de transport à haute pression sont construits avec des tubes d'acier soudés bout à bout et revêtus.
- Les gazoducs de distribution de gaz moyenne pression sont généralement en polyéthylène haute densité (PEHD).
- Les canalisations d'eau, jadis en bois puis maçonnées ou en fonte grise à graphite lamellaire, sont aujourd'hui en fonte grise à graphite sphéroïdal (également appelée fonte ductile), en polychlorure de vinyle, le polyéthylène mais également en béton armé ou en acier ; Début XXe siècle, des pipelines en bois ont été construits aux États-Unis.
- Les canalisations d'évacuation des eaux usées sont en polychlorure de vinyle, en polyéthylène ou en grès cérame.
- Les canalisations de produits alimentaires sont souvent en acier inoxydable.
- Les conduites en PRV.

Pour l'eau potable, selon une extrapolation à partir de l’étude des canalisations de 8 départements, environ 36 000 kilomètres de canalisations de France seraient en amiante-ciment, soit 4,2 % des installations totales ; mais 9 % dans l’Allier, 7 % dans la Manche et la Somme selon un rapport de 2002.

## Risques liés aux canalisations
Les canalisations en plomb et en amiante-ciment sont sources de toxicité de leur fabrication à leur mise en place, jusqu'à la destruction ou recyclage.
Les risques majeurs de défaillance physique des pipelines sont liés aux agressions (volontaires ou involontaires) et à la corrosion interne comme externe.
La corrosion externe des tubes en acier enterrés est contrôlée à l'aide de dispositifs de protection cathodique. La corrosion interne est ralentie à l'aide d'injection d'additifs (notamment des orthophosphates) destinés à déposer un film protecteur.

## Économie du transport par canalisation

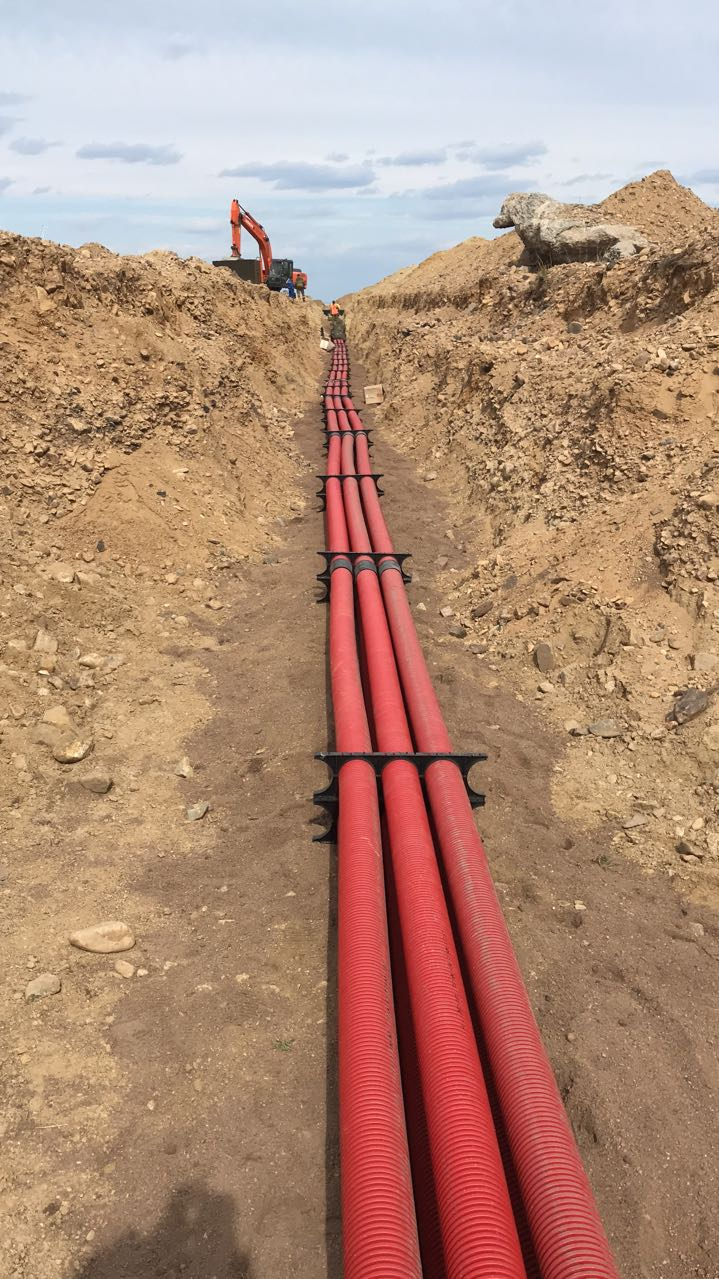
Empilement d'un pipeline connecté pour le transport de produits pétroliers

Malgré leur cout initial élevé, l'utilisation de canalisations est moins coûteuse sur les petites et moyennes distances par rapport à d'autres formes de transport concurrentes.
Les canalisations de gros diamètre et ou de grande longueur sont coûteuses et difficiles à mettre en place selon les caractéristiques des terrains traversés par leur tracé. C'est le cas des ouvrages subaquatiques, des ouvrages enterrés au passage des fleuves, des ouvrages aériens sur du permafrost menacé de fondre, en zone sismique ou encore dans les zones politiquement instables.
En France, les canalisations d'eau potable — hors branchement — représentent 800 000 à 850 000 km (évaluations IFEN et ADF en 2002) :
- 10 % ont plus de 50 ans ;
- 44 % ont plus de 30 ans.

Les canalisations installées avant 1970 sont majoritairement en fonte.
Les canalisations installées après 1970 sont majoritairement en plastique (PVC-PEHD).
La longueur des canalisations est en moyenne de 40 mètres par abonné.
Les communes rurales ont des réseaux plus longs, mais aussi moins performants. Le rendement primaire, défini comme le rapport exprimé en pourcentage entre le volume comptabilisé et facturé et le volume mis en distribution atteint 72 % en moyenne, mais seulement 55 % pour les communes de moins de 1 000 habitants. La différence entre le volume distribué et le volume consommé (définie par le rendement du réseau) est liée aux fuites et aux quantités consommées non facturées, telles que les eaux de lavage du domaine public ou les eaux utilisées pour la lutte contre l'incendie.
Dans le cas des communes rurales, l'écart vient du mauvais contrôle des canalisations et de la lenteur des interventions en cas de fuites.

## Le cas des tuyaux en amiante-ciment
Selon le rapport Cador de 2002, l'amiante-ciment (des tuyauteries) est « souvent dégradé et pose des problèmes techniques, en particulier en environnement agressif. De nombreux départements envisagent sa dépose systématique. Avec 4 % d'amiante ciment sur notre échantillon de huit départements, le linéaire national dans ces conditions représenterait 36 000 km, soit 3,6 milliards d'euros. Toutefois, il semblerait que des pratiques locales aient favorisé l'implantation de ce matériau en de large proportions dans quelques départements français ».
En 2017, la question d'un éventuel risque sanitaire est évoquée de nouveau par l’Anses après que deux études récentes (2015, 2017) aient conclu à un lien entre exposition à l’amiante et le cancer du côlon et le cancer colorectal (avec une relation dose-réponse). Le cancer de l'estomac et celui de l'œsophage pourraient aussi être concernés, mais sous réserve de confirmation par d’autres études. À ce jour les études n'évoquent pas de lien direct avec l’eau potable ayant circulé dans des tuyaux en amiante-ciment, mais fin 2017 l'Anses a décidé de s'auto-saisir du sujet.